# Aderus yaeyamanus
Aderus yaeyamanus é uma espécie de inseto besouro da família Aderidae. Foi descrita cientificamente por Shizumu Nomura em 1964.

## Distribuição geográfica
Habita no Japão.